# أمير حسيني
أمير حسيني (23 يوليو 1975 في إيران - ) (بالفارسية: امیر حسینی) هو لاعب كرة طائرة إيران. لعب مع نادي بيكان طهران.